# Paarse parelmoervlinder
De paarse parelmoervlinder of akkerparelmoervlinder (Boloria dia, vroeger geplaatst in het geslacht Clossiana, dat nu als ondergeslacht wordt gezien) is een vlinder uit de familie Nymphalidae (vossen, parelmoervlinders en weerschijnvlinders).

## Kenmerken
De voorvleugellengte bedraagt 16 tot 19 millimeter.

## Verspreiding en leefgebied
De soort komt verspreid over grote delen van Europa voor, en ook over de Kaukasus tot in Mongolië. De soort vliegt van april tot in oktober. De vlinder vliegt op hoogtes van 500 tot 1600 meter boven zeeniveau.

## Voorkomen in Nederland en België
In Nederland is de paarse parelmoervlinder een zeldzame zwerver, die voor het laatst in 1996 is waargenomen. In het zuiden van België is het een zeldzame standvlinder.

## Waardplanten
De waardplanten van de paarse parelmoervlinder zijn soorten viooltjes. De soort overwintert als rups.